# 우리들의 비 내리는 프로토콜
《우리들의 비 내리는 프로토콜》(일본어: 僕らの雨いろプロトコル)은 일본의 오리지널(무원작) 애니메이션으로, Quad에서 만들어 2023년 10월 8일부터 12월 24일까지 TV 아사히 계열 등에서 방영했다. e-스포츠를 소재로 삼은 작품이다.

## 등장인물
- 토키노야 슌(일본어: 時野谷 瞬)(성우: 오노 켄쇼)
- 이나츠키 노조미(일본어: 稲月 望)(성우: 미나세 이노리)
- 센도 아키토(일본어: 仙堂 暁斗)(성우: 키무라 료헤이)
- 사에바사 유우(일본어: 三枝 悠宇)(성우: 아마미야 소라)
- 토키노야 미오(슌의 누이동생)(일본어: 時野谷 美桜)(성우: 아사쿠라 모모)
- 나가미네 류세이(일본어: 長嶺 流星)(성우: 스기타 토모카즈)